# Vicente Cerna Sandoval
Vicente Cerna Sandoval foi Presidente da Guatemala de 24 de maio de 1865 a 29 de junho de 1871.

## Vida
Amigo leal e camarada de Rafael Carrera, foi nomeado marechal de campo do exército após a vitória de Carraera contra o líder salvadorenho Gerardo Barrios em 1863. Ele foi nomeado sucessor de Carrera após a morte do caudilho em 1865, embora os líderes guatemaltecos tivessem preferido o marechal de campo José Víctor Zavala.
 

Após as eleições presidenciais de 1869, que Cerna venceu o candidato liberal Zavala, houve graves acusações de fraude, e a partir de então a presidência de Cerna foi marcada por constantes revoltas até que ele acabou sendo deposto pelos líderes liberais Miguel Garcia Granados e Justo Rufino Barrios em 30 de junho de 1871.